# 洛伦佐·贝尔纳迪
洛伦佐·贝尔纳迪（義大利語：Lorenzo Bernardi，1968年8月11日—），是一名義大利排球教練及前排球运动员，他自2007年起開姑執教生涯。現時執教意甲豪門諾瓦拉女排俱樂部。
他曾代表意大利国家队参加1988年、1992年和1996年夏季奥林匹克运动会排球比赛。